# José María Granada

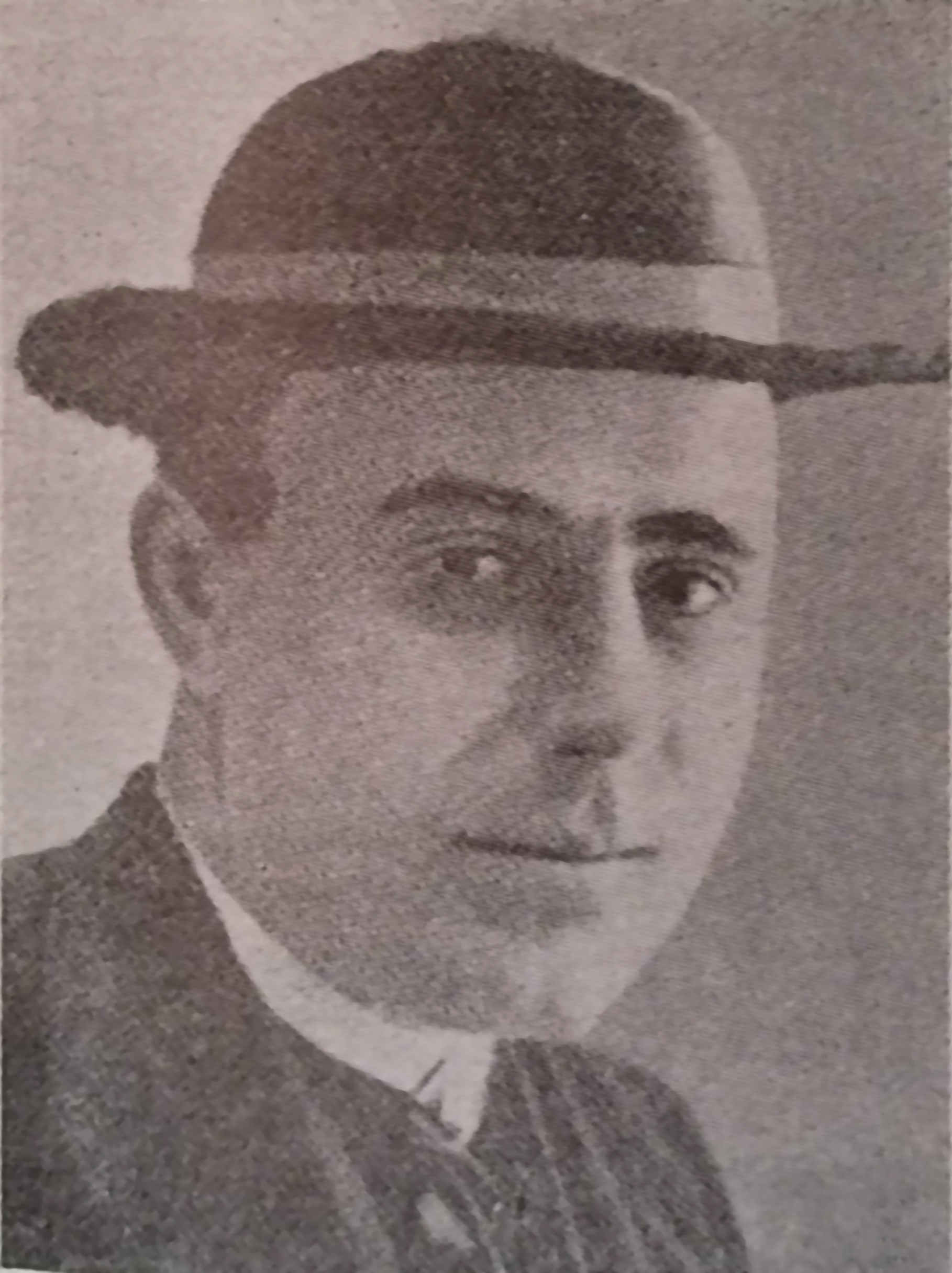
José María Granada hacia 1918 vistiendo traje talar.

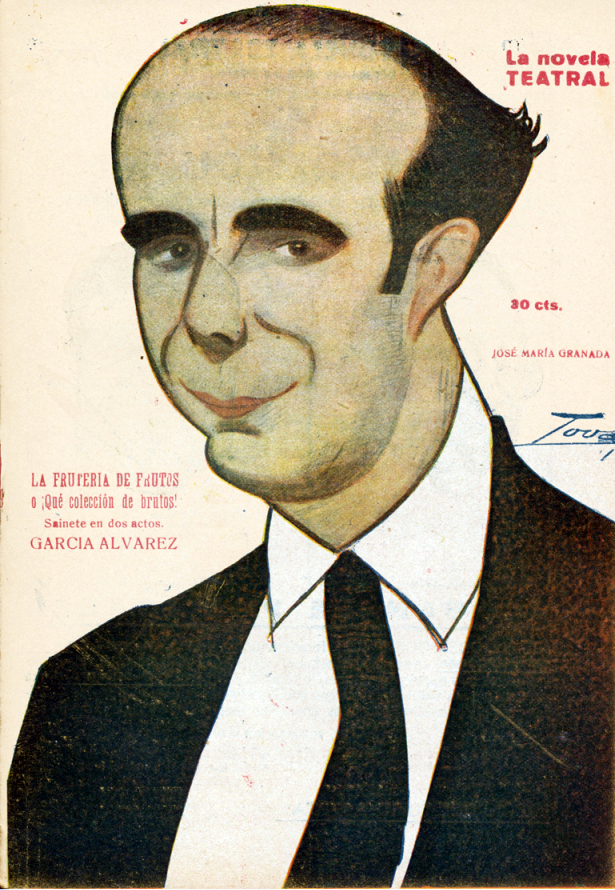
Caricatura de José María Granada por Manuel Tovar en La Novela Teatral (ca. 1922).

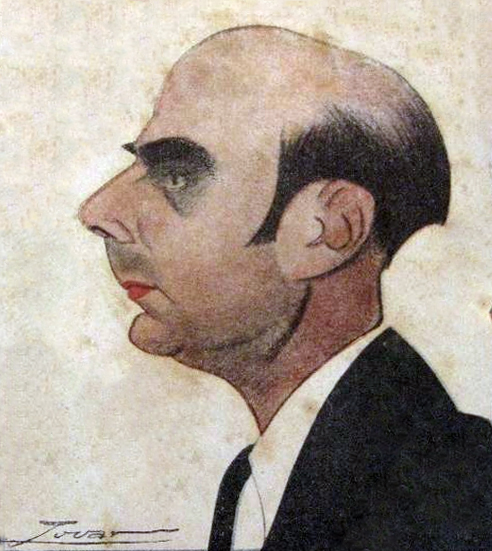
Caricatura de José María Granada por Manuel Tovar (ca. 1926).

José María Granada, también José María de Granada, es el seudónimo de José María Martín López (Granada, 31 de agosto de 1893 – Granada, 1 de mayo de 1960), sacerdote católico, escritor, dramaturgo, comediógrafo y cineasta español.

## Biografía

### Formación y sacerdocio
Con dos años de edad quedó huérfano de padre. Estudió en el colegio de los Escolapios y en el Instituto General y Técnico. En 1902 ingresó en el seminario de Granada, donde siguió la carrera eclesiástica.
Excelente orador y protegido por el arzobispo de Granada José Meseguer y Costa, obtuvo licencia para predicar antes de ser ordenado presbítero para poder ayudar así a la economía familiar que había quedado sin recursos al morir sin testar un tío suyo encargado de administrar la herencia paterna.
El 21 de septiembre de 1912, con veintitrés años de edad recibió el sacramento del orden sacerdotal.
Mientras ocupaba sus primeros destinos pastorales en Granada fundó y presidió el Centro Católico Nuestra Señora de las Angustias, agrupación donde, entre otras actividades, se organizaban veladas teatrales, para las cuales José María escribió sus primeras obras. Matilde Asquerino representó en Madrid con cierto éxito una de ellas, el monólogo ¡El diablo son los hombres! Esta circunstancia unida a un fracaso sentimental influyeron decisivamente para que José María se trasladara a Madrid.

### Abandono del sacerdocio
Desde su llegada a Madrid empezó a ser asiduo de tascas, colmaos, tablaos, cafés de cómicos y demás locales frecuentados por gente de la farándula, donde era conocido como «El cura» y donde su presencia causaba cierto escándalo. La colaboración que prestaba en la iglesia de San Andrés de los Flamencos y poco después la capellanía que desempeñó en el Asilo de Huérfanos del Corazón de Jesús, no le proporcionaban suficientes ingresos para sostener la vida bohemia que llevaba. En estas circunstancias y acuciado por la necesidad de fondos, abandonó el sacerdocio para dedicarse plenamente al teatro.

### Dramaturgo
Inmediatamente escribió El soldado de Nápoles para el empresario Paco Vázquez del teatro Martín que le había pedido una obra y que le prestó ayuda económica. Se trata de un sainete oportunista, de ambiente andaluz y torero, escrito bajo el seudónimo Lázaro de O'Lein en colaboración con Antonio López Monís, al que puso música Francisco Alonso que aludía a la pieza del mismo título de La canción del olvido, zarzuela estrenada dos años antes con gran éxito, a la epidemia de gripe que asoló España en aquellas fechas, llamada popularmente «el soldado de Nápoles», que ya había comenzado a cejar y a la Primera Guerra Mundial que estaba llegando a su fin. La obra se estrenó el 1 de octubre de 1918 en el Teatro Martín con aceptable éxito y se mantuvo más de tres meses en cartel. Poco después, el primero de mayo, se iniciaban en el mismo teatro las diecisiete representaciones que consiguió el apunte en prosa de un acto ¡Qué perros son tos!, obra escrita igualmente junto a López Monís cuyos números musicales corrieron a cargo de los maestros Eduardo Fuentes y Juan Antonio Martínez.
El 9 de diciembre de 1919 se estrenaba en el Teatro Apolo su siguiente obra escrita bajo el seudónimo Lázaro de O'Lein: ¡Granada mía!, un sainete de ambiente granadino, escrito, como las anteriores, en colaboración con López Monís, al que puso música el maestro también granadino Ángel Barrios. Y la temporada siguiente, el cuatro de junio de 1920, se estrenó en el Teatro Novedades el sainete lírico Los restauradores escrito como los anteriores con López Monís, y música de los maestros Fuentes y Martínez, que alcanzó 28 representaciones.
A finales de 1921 se estrenaron sendas obras ya bajo el seudónimo José María de Granada en los teatros Coliseo Imperial y La Latina respectivamente: el 11 de noviembre ¡Si fue Don Juan andaluz...! una humorada en verso desarrollada en tres actos que alcanzó 76 representaciones, y el 25 del mismo mes De los cuarenta p'arriba, sainete lírico al que puso música Ernesto Pérez Rosillo que no llegó al mes en cartel. Esta misma temporada, el 15 de febrero de 1922, tuvo lugar la presentación del sainete de tres actos en prosa Manolito pamplinas que se representó 37 veces en el Teatro Eslava y varias más las temporadas siguientes en los teatros Eslava, Rey Alfonso y Fuencarral de Madrid. Esta obra proporcionó a José María Granada celebridad y prestigio, pero fue en la temporada siguiente de 1922-1923 cuando alcanzó su mayor éxito. Fue con un sainete titulado El niño de oro que se estrenó en el Teatro de la Comedia el 27 de octubre de 1922 y que llegó a representarse en 186 ocasiones esa temporada y muchas más en el mismo y otros teatros, tanto de Madrid como de provincias, en años sucesivos. Por el éxito de esta obra se homenajeó a José María Granada con una cena en el Palace Hotel ofrecida por numerosos autores, periodistas, críticos, compositores, empresarios, dibujantes y cómicos a la que asistieron los representantes parlamentarios paisanos del autor, entre ellos Natalio Rivas, y numerosos amigos, y se adhirieron el ministro de Instrucción pública, Tomás Montejo y Rica, y el director general de Bellas Artes, Javier García de Leániz, la actriz Antonia Plana y los dramaturgos Enrique García Álvarez y los hermanos Joaquín y Serafín Álvarez Quintero, entre otras muchas personalidades.
La misma temporada, el 12 de mayo de 1923 tuvo lugar en el Teatro Rey Alfonso el estreno de un entremés titulado ¡Vaya por ustés! del que se hicieron 13 representaciones. A finales de ese mismo año, la temporada siguiente proporcionó un nuevo triunfo a José María Granada, conseguido con Te portas como quien eres, otro sainete en tres actos, este de ambiente madrileño, con argumento parecido al de El niño de oro: fondo pasional en el que se mezcla lo dramático, lo pintoresco y lo cómico con acierto. Estrenado en el Teatro Rey Alfonso el 22 de diciembre de 1923 logró 86 representaciones.
La siguiente temporada, el 27 de diciembre de 1924 se estrenaría y representaría en 17 ocasiones Los Carvajales, un pasatiempo en tres actos escrito en colaboración con Jesús Luengo y representado por la compañía de López Alarcón.
No constan nuevos estrenos de José María en Madrid hasta el de Soleá, sainete en tres actos escrito en colaboración con José Mantilla de los Ríos que se estrenó en el Teatro de la Comedia por su compañía dramática bajo la dirección de Casimiro Ortas, el 22 de febrero de 1926 llegando a representarse esa temporada 38 veces. Al año siguiente se produjo el estreno de  un pasatiempo en tres actos escrito en colaboración con José Rodríguez de la Peña, titulado La rueda de la fortuna, que tuvo lugar el 12 de mayo de 1927, en el mismo teatro, por la misma compañía y bajo la misma dirección, al que siguieron  nueve representaciones. Ya en la temporada siguiente se estrenó el 20 de diciembre de 1927 en el Teatro de la Princesa La niña de los sueños, comedia en tres actos que alcanzó doce representaciones.
En 1928 se estrenaron en Madrid dos obras de José María de Granada, un sainete en tres actos de ambiente y título granadino, De la Alhambra al Avellano, escrito junto a José María Monteagudo, cuyo estreno y las seis representaciones que lo siguieron tuvieron lugar en el Teatro Alkázar por la compañía de Alba-Bonafé bajo la dirección de Juan Bonafé, y la zarzuela Cascabeles, original de Tellaeche y de José María de Granada, con música del maestro Torroba, que se estrenó en el Teatro Apolo la tarde de 20 de diciembre con escaso éxito.
Solo existe constancia del estreno de una obra de José María Granada en 1929. Se trata de la zarzuela en dos actos escrita con Diego San José, con música de los maestros Luna y Calleja, La ventera de Alcalá, cuyo estreno se efectuó en el Teatro de la Zarzuela el 7 de noviembre de 1929 por el tenor Tino Folgar y las tiples Pilar Aznar y  Perlita Greco, manteniéndose en cartel hasta el 15 de diciembre siguiente, con  39 representaciones.
Al año siguiente, el 28 de mayo de 1930, llega al cartel del Teatro de La Latina el drama popular basado en un guion cinematográfico de Nemesio M. Sobrevila La hija de Juan Simón, obra escrita en prosa y verso que se desarrolla en un prólogo y tres actos con intervención de cuadro flamenco que alcanzaría 117 representaciones por la compañía Manrique Gil, director también de la obra. El 19 de julio siguiente, por la misma compañía y bajo la misma dirección, se estrenó La Virgen del Rocío en el Teatro La Latina, una recomposición de La niña de los sueños que obtuvo escaso escaso éxito, ya que tan solo se representó nueve veces.
El 20 de febrero de 1931 se estrenó en el Teatro de la Comedia un sainete en tres actos, escrito junto a José Téllez Moreno, titulado La guapa por la compañía titular del propio teatro bajo la dirección de Casimiro Ortas, estreno al que siguieron veintiséis representaciones. Con esta obra se abrió un largo paréntesis en la producción teatral de José María de Granada, que no volvería a estrenar hasta 1937.
Durante la guerra civil dirigió la compañía teatral de la CNT, organización a la estuvo afiliado, representando en el Teatro Alkázar de Madrid, donde también organizó una tertulia literaria a la que asistían los hermanos Antonio y Enrique Paso, Joaquín Dicenta, Alberto Álvarez Cienfuegos, José Silva Aramburu y Fernando Collado, entre otros. En dicho teatro estrenó el 14 de enero de 1937 Andalucía la brava, una comedia dramática social de tintes revolucionarios, que alcanzó treinta y cinco representaciones y cincuenta y cinco más cuando se repuso el 3 de diciembre siguiente. Y el 14 de febrero del mismo año Esta noche mando yo, sainete de ambiente gitano, en tres actos, prosa y verso, más dramático que cómico, interpretado en los principales papeles por Társila Criado, Eduardo Pedrote y Carola Fernán-Gómez, con la intervención de los cantaores Pepe Pinto y Manolo Caracol, la bailaora Isabel Jerez y el tocaor Miguel de Marchena, representado más de sesenta veces hasta el 12 de mayo del 37. El estreno de esta obra se había anunciado para el 6 de noviembre de 1936 y el libreto ya estaba en poder del empresario Tirso García-Escudero a principios de ese año. Seguidamente se repuso en el mismo teatro y con la misma compañía El niño de oro, representándose treinta veces hasta el 18 de mayo. Al día siguiente tuvo lugar en el mismo teatro el estreno de El Empecinado, drama escrito junto a Diego de San José, representado por la compañía de la CNT con Társila Criado a la cabeza, que alcanzó cincuenta representaciones. Aunque existe constancia documental de algún estreno posterior, según Fernando Collado esta obra sería la última estrenada por José María Granada.
Tras la guerra civil se le siguió un expediente en la Asociación de Autores que no le permitía entregar obra nueva ni cobrar derechos, lo que sumado a la enfermedad que lo mantenía postrado, provocó que se dirigiera por carta pidiendo ayuda económica a amigos y compañeros como Joaquín Álvarez Quintero, Carlos Arniches, Luis Fernández de Sevilla, José Muñoz Román, Luis Fernández Ardavín, Manuel Luna, Antonio Vico, Valeriano León Juan Beringola y Guillermo Fernández Saw.
Pasó a Barcelona, donde continuó con su habitual vida bohemia, relacionándose con gente bien situada social y políticamente que se reunía a su alrededor por colmaos y otros locales de Las Ramblas, Escudillers y plaza del Teatro, compartiendo diversión y aficiones literarias. Se estrenó varias veces una de sus comedias con títulos diferentes y el 7 de marzo de 1946 su obra ¡Un hombre! en el Teatro Romea con su propia compañía y actuando él mismo como protagonista.

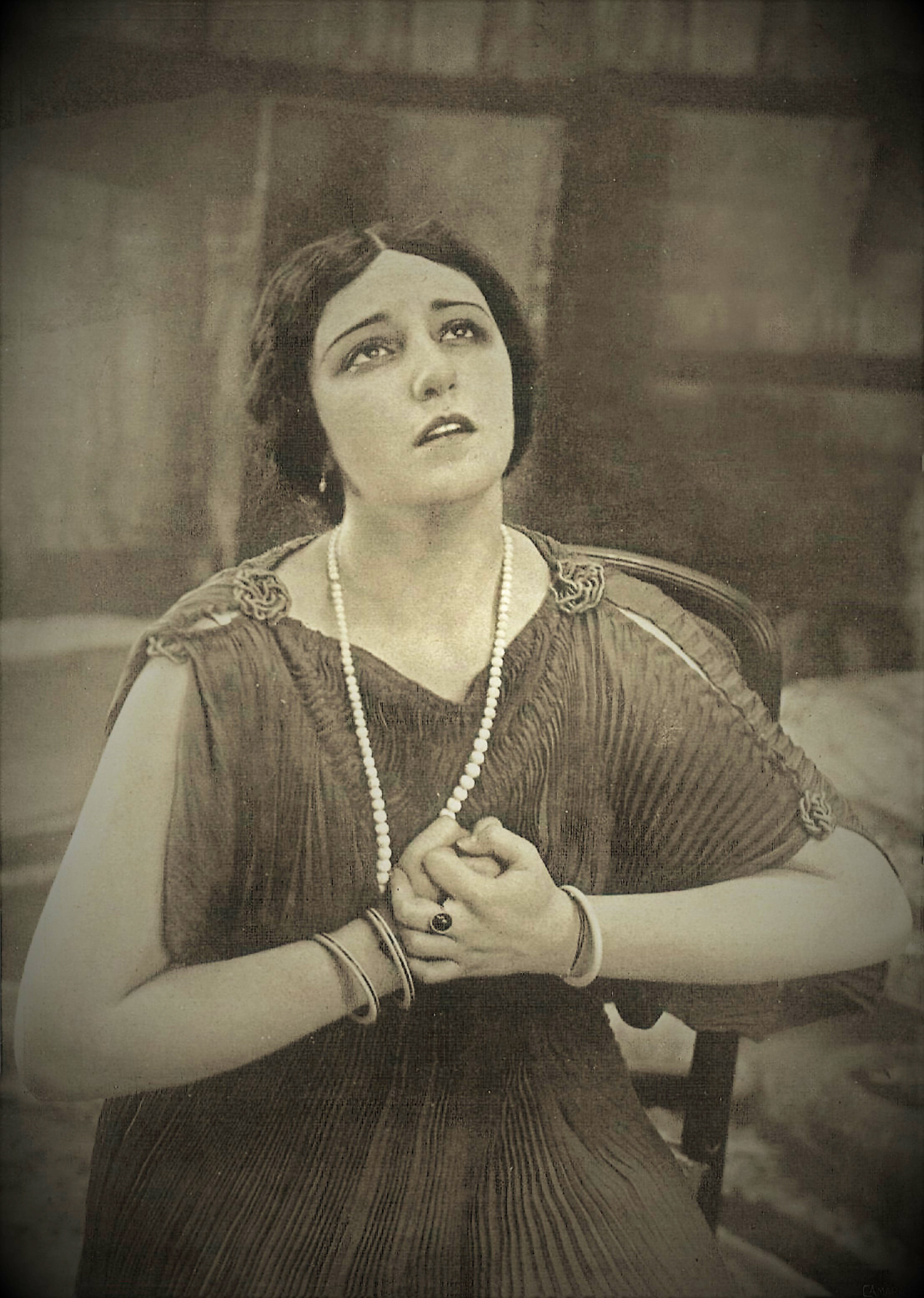
Helena Cortesina, productora, protagonista, y directora junto a José María de Granada, de la película Flor de España durante el rodaje de la misma, en una fotografía publicada en La Esfera el 8 de octubre de 1921.

### Cineasta
Como cineasta, consta la participación de José María de Granada en tres películas:
La primera, como guionista y codirector, en Flor de España o La historia de un torero, película muda producida en 1921 por la bailarina y actriz Helena Cortesina, que además de dirigir la película con José María de Granada, la protagonizó junto a sus hermanas Angélica y Ofelia y a los actores Jesús Tordesillas, Julio de Diego, Fernando Cortés y Pepe Argüelles. El acompañamiento musical, creado específicamente para interpretarlo durante las proyecciones de la película, corrió a cargo Mario Bretón, que compuso algunos números y eligió piezas de otros autores como pasodobles, valses, chotis, foxtrot, marchas y otros números de zarzuelas de moda. En la cinta se narra la historia de un torero y una florista convertida más tarde en bailarina y cupletista, que se enamoran y abandonan  sus respectivas carreras para dedicarse al cuidado del hijo que deciden tener. Parece ser que la relación de José María de Granada con las hermanas Cortesina fue más allá de lo profesional y se rumoreó por entonces en los medios lo escandaloso de sus relaciones.
La segunda fue la adaptación cinematográfica de su gran éxito teatral, El niño de oro, adaptado, dirigido e interpretado por él mismo. Para rodar la cinta, José María convenció al marqués de Portago para que se encargara de la financiación, creando la productora Granada Films, a través de la cual se llevó a cabo el proyecto. Para la interpretación eligió a diversas personas que nunca habían trabajado para el cine, como el médico Francisco Cambil, la bailarina Consuelo Reyes, el periodista Luis Rispa, el caricaturista Ricardo Fresno y el literato Alberto Álvarez de Cienfuegos. Únicamente Inocencia Alcubierre tenía experiencia y era bastante conocida por su participación como Doña Inés en Don Juan Tenorio, película dirigida por Ricardo de Baños en 1922. La trama, una comedia compendio de tópicos andaluces de acentuado costumbrismo se desarrolla en una ambiente de fiesta, cante y baile permanente, en exteriores de Granada (Alhambra, Sacromonte y Albaicín), Loja (Infiernos y Alfaguara) y Málaga (playas de la Malagueta, río Guadalhorce y hotel Caleta). Rodada a principios de 1925, se estrenó en Madrid en junio de ese mismo año y se siguió proyectando hasta el final de la década.
Por último, José María de Granada aparece como comentarista en los créditos del corto documental Estampas guerreras número 2, una producción de la CNT, con guion y dirección de Armand Guerra, rodada en los frentes de la guerra civil, para un largometraje que se iba a titular Gestas proletarias que se quedó en proyecto, y estrenada en el cine Actualidades de Madrid en marzo de 1937.

### Vuelta al sacerdocio
En diciembre de 1951 hizo pública una «voluntaria y pública retractación» de todas sus palabras, acciones u omisiones que hubieran sido motivo de escándalo, pidiendo perdón a la Iglesia por los daños espirituales que hubiera podido causar, ofreciendo la retirada o destrucción de sus obras si así se lo mandaban y terminando el escrito con los siguientes versos:

Me diste tu divina inspiración
para ser Capitán de arrepentidos,
para pedir sumiso tu perdón.
y entregarte mi pobre corazón,
mi alma, mis potencias y sentidos.

¡No merecí, mi Dios, tan grande suerte!
¡Por no arder en tu Amor, sentía el frío
terrible y espantoso de la muerte!
Hoy, antes de que yo vuelva a ofenderte,
quiero morir mil veces, ¡JESÚS MÍO!

Se le devolvieron las licencias sacerdotales y pasó a colaborar en la parroquia del Carmen de Madrid, aunque siguió manteniendo contacto con el mundo del teatro. Celebró la misa en la capilla ardiente de Jacinto Benavente, bautizó a una hija del actor Manolo Carreras y rezó un responso por Enrique Jardiel Poncela, entre otros servicios religiosos prestados a petición de sus amigos o antiguos compañeros del mundo teatral.

## Final
El verano de 1959, aquejado de enfermedad crónica y sumido en la pobreza, se trasladó a Granada, donde fue asilado en el Hospital de San Juan de Dios, atendido por las Hijas de la Caridad. Diez meses más tarde, el 1 de mayo de 1960, falleció en este hospital prácticamente solo. En los archivos del cementerio municipal de Granada no existe constancia de su inhumación.

## Obra
- ¡El demonio son los hombres! (1915) (estrenado bajo el seudónimo P. Sánchez de Haro);
- El soldado de Nápoles (1918) (bajo el seudónimo Lázaro de O'Lein, en colaboración con Antonio López Monís; música del maestro Alonso);
- ¡Qué perros son tos! (1919) (bajo el seudónimo Lázaro de O'Lein, en colaboración con Antonio López Monís; música de los maestros Fuentes y Martínez);
- Granada mía (1919) (bajo el seudónimo Lázaro de O'Lein, en colaboración con Antonio López Monís; música de Ángel Barrios);
- Los restauradores (1920) bajo el seudónimo Lázaro de O'Lein, en colaboración con Antonio López Monís; música de Eduardo Fuentes y de J. Antonio Martínez;
- ¡Si fue Don Juan andaluz...! (1921);
- De los cuarenta p'arriba (1921) (música del maestro Rosillo);
- Manolito pamplinas (1922);
- El niño de oro (1922);
- ¡Vaya por ustés! (1923);
- Te portas como quien eres (1923);
- Los carvajales (1924) (en colaboración con Jesús Luengo);
- Soleá (1926) (en colaboración con José Mantilla de los Ríos);
- La rueda de la fortuna (1927) (en colaboración con José Rodríguez de la Peña);
- La niña de los sueños (1927);
- De la Alhambra al Avellano (1928) (en colaboración con José María Monteagudo);
- Cascabeles (1928) (en colaboración con José Tellaeche; música de Federico Moreno Torroba);
- La ventera de Alcalá (1929) (en colaboración con Diego San José de la Torre; música de los maestros Pablo Luna y Rafael Calleja);
- La hija de Juan Simón (1930) (en colaboración con Nemesio M. Sobrevila);
- La Virgen del Rocío (1930) (recomposición de La niña de los sueños);[10]
- La guapa (1931) (en colaboración con José Téllez Moreno);
- Andalucía la brava (1937);
- Esta noche mando yo (1937);
- El Empecinado (1937) (en colaboración con Diego San José de la Torre);[27]
- ¡Un hombre! (1946);
- Esta noche mandas tú.[28]